# Nicolas II de Larmessin
Pour les articles homonymes, voir Nicolas de Larmessin.
 (janvier 2014).
Si vous disposez d'ouvrages ou d'articles de référence ou si vous connaissez des sites web de qualité traitant du thème abordé ici, merci de compléter l'article en donnant les références utiles à sa vérifiabilité et en les liant à la section « Notes et références ».
Nicolas II de Larmessin, habituellement désigné comme Nicolas de Larmessin ou Nicolas Ier de Larmessin, né en 1632 et mort en 1694, est un graveur et éditeur français installé à Paris, à l'enseigne de La Pomme d'Or.
Il est principalement connu pour ses estampes représentant les rois de France, depuis Pharamond jusqu'à Louis XIV, les reines de France et plusieurs papes, ainsi que pour les planches connues sous le nom des Costumes grotesques, représentant différents métiers. 

## Biographie
Fils d'un marchand libraire également prénommé Nicolas (parfois appelé Nicolas Ier de Larmessin), il est le frère aîné de Nicolas III (ou Nicolas II) de Larmessin. Il fut l'apprenti du graveur et marchand d'estampes Jean Mathieu, avant d'épouser Marie Bertrand, fille de l'imprimeur en taille-douce, éditeur et marchand d'estampes Pierre Bertrand, pour lequel il grava des almanachs, des pièces d'actualité et des gravures d'interprétation.
Il reprit ensuite l'enseigne de son beau-père, La Pomme d'or, à la rue Saint-Jacques à Paris, et devint lui-même éditeur. Plusieurs dessins préparatoires de sa main sont conservés à la Bibliothèque nationale de France.

## Œuvre
Ses œuvres les plus connues sont les planches appelées Costumes grotesques (vers 1690-1700), qui représentent chacune un métier différent :

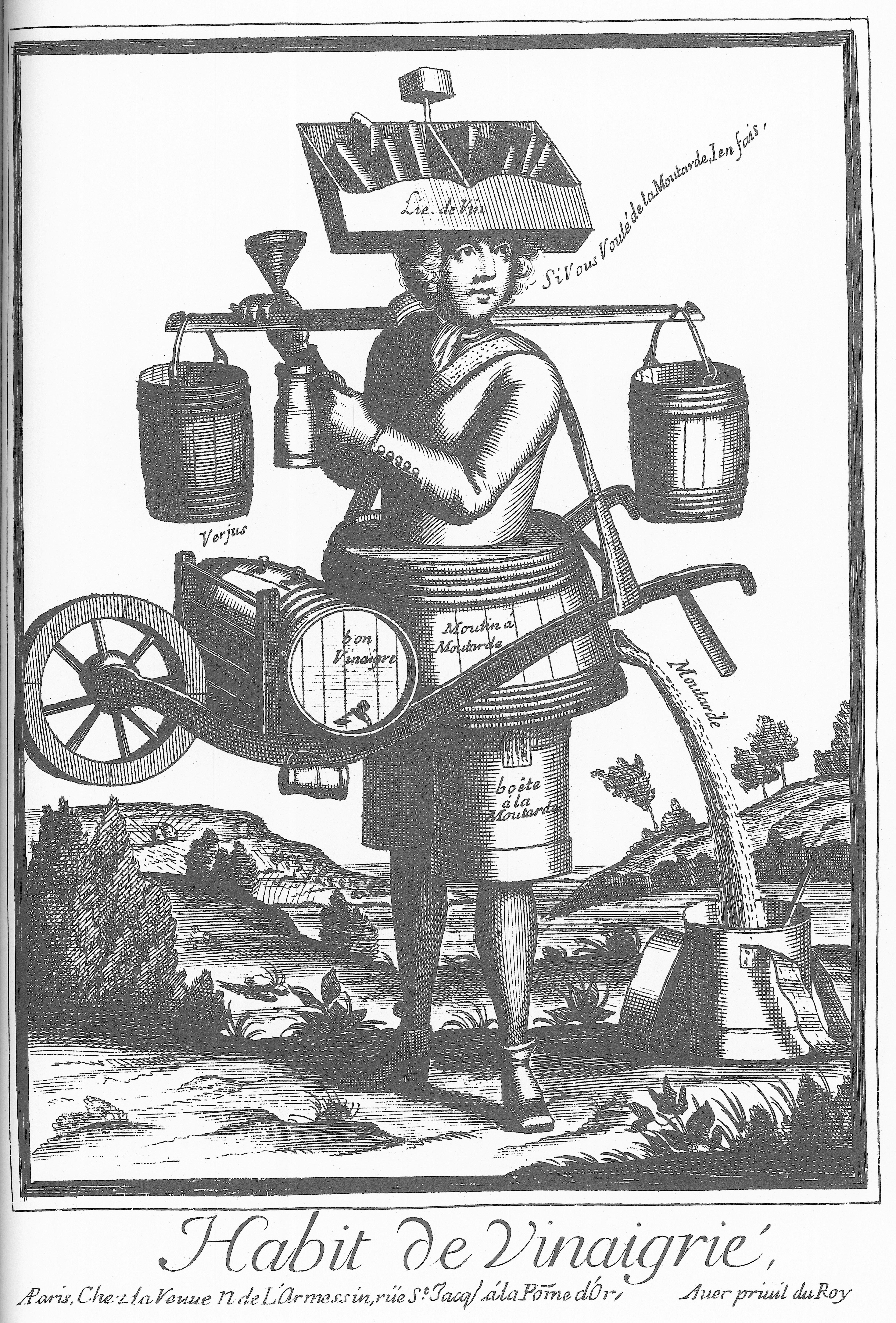
Habit de vinaigrier
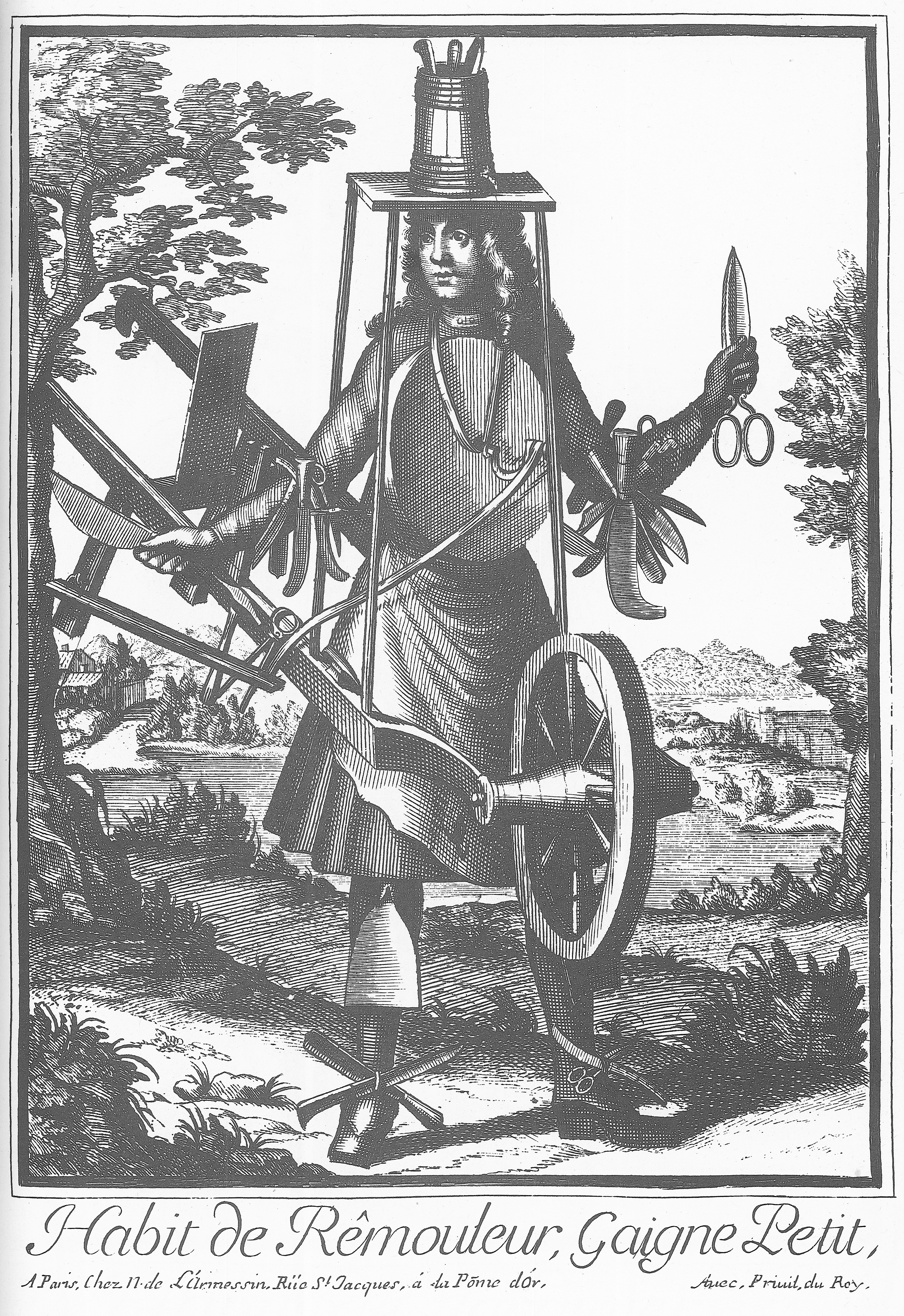
Habit de remouleur
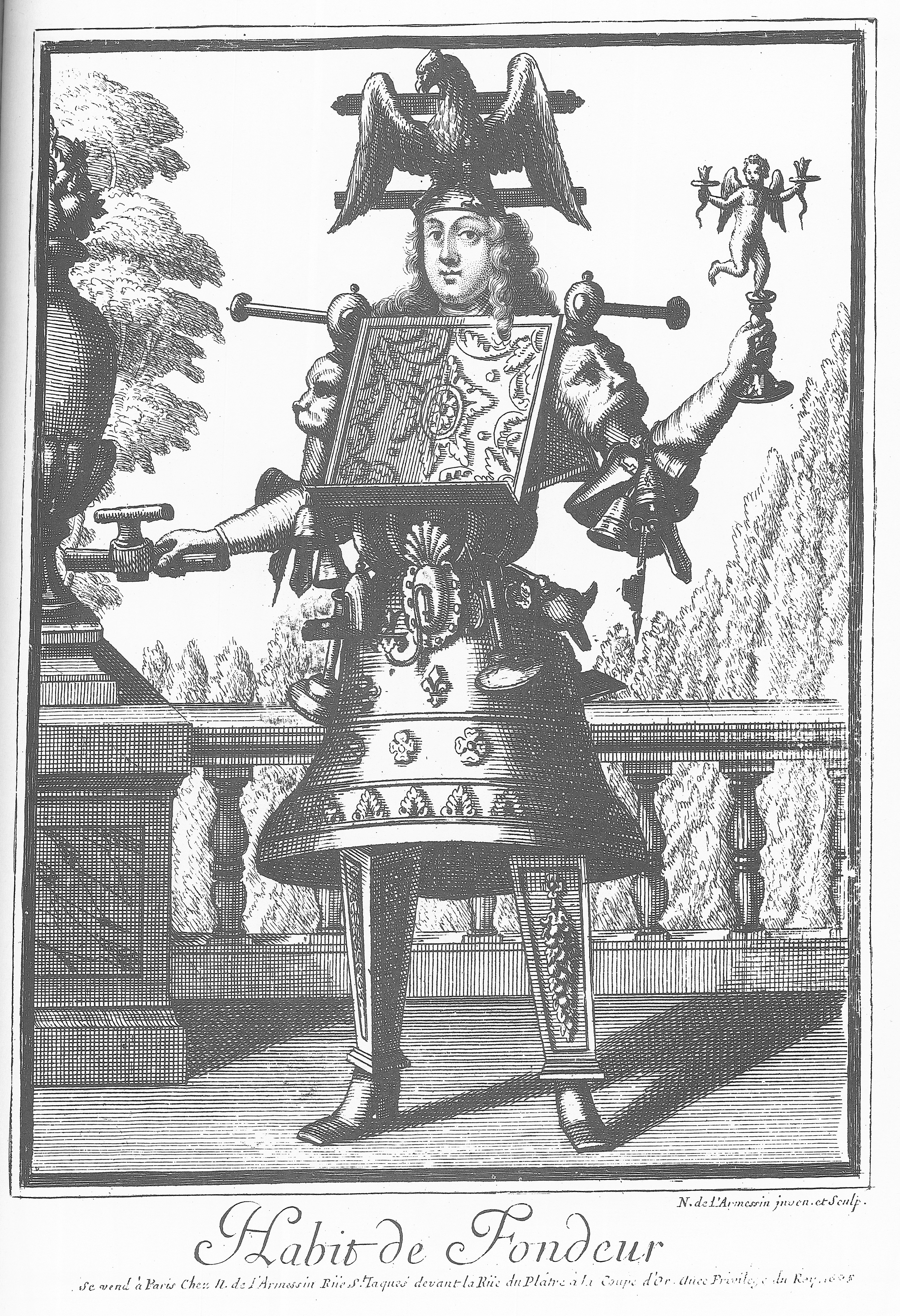
Habit de fondeur
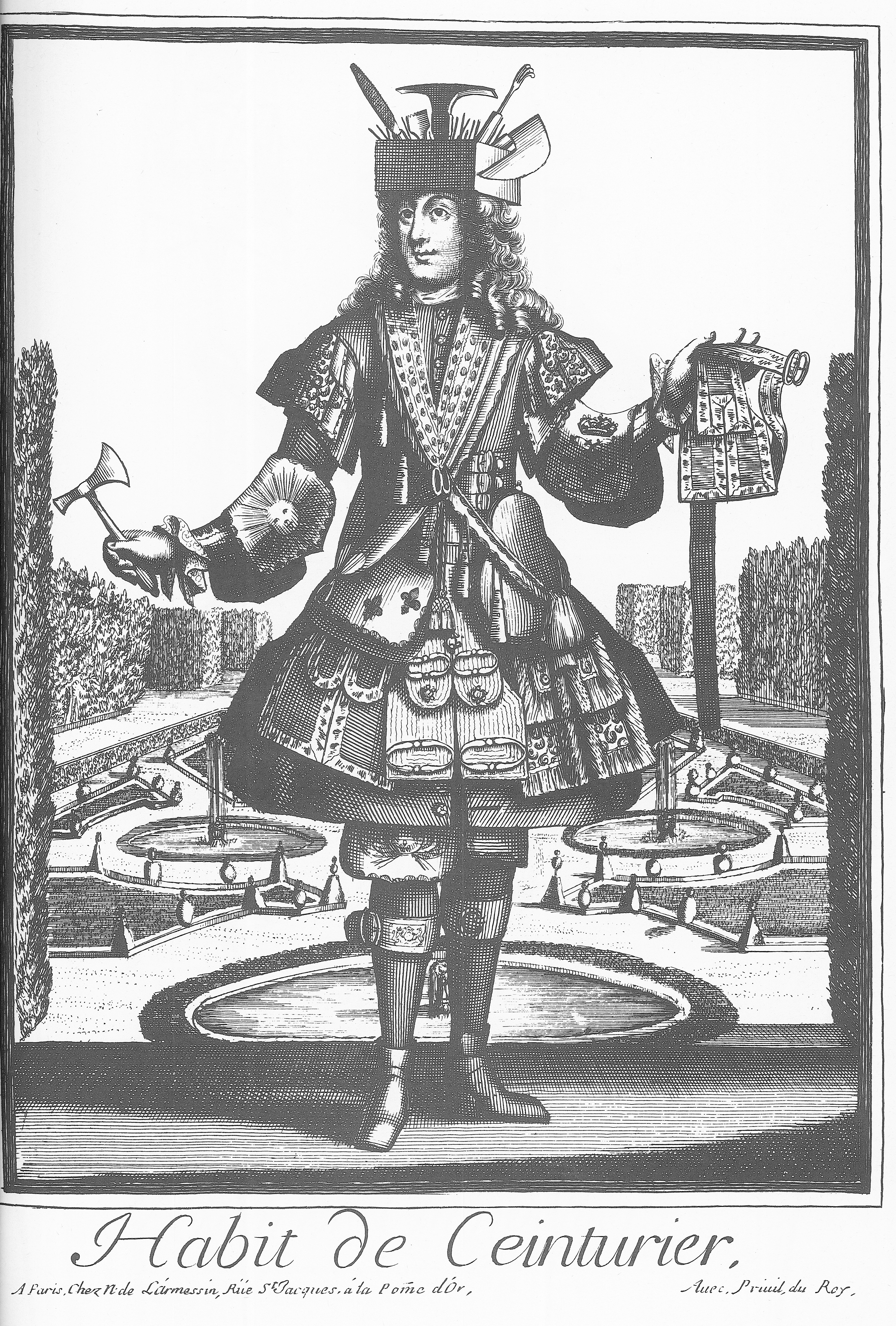
Habit de ceinturier